# Cohors I Flavia Bessorum
Die Cohors I Flavia Bessorum [equitata] (deutsch 1. Kohorte die Flavische der Besser [teilberitten]) war eine römische Auxiliareinheit. Sie ist durch Militärdiplome und Inschriften belegt.

## Namensbestandteile
- Cohors: Die Kohorte war eine Infanterieeinheit der Auxiliartruppen in der römischen Armee.

- I: Die römische Zahl steht für die Ordnungszahl die erste (lateinisch prima). Daher wird der Name dieser Militäreinheit als Cohors prima .. ausgesprochen.

- Flavia: die Flavische. Die Ehrenbezeichnung bezieht sich auf die flavischen Kaiser Vespasian, Titus und Domitian.[A 1]

- Bessorum: der Besser. Die Soldaten der Kohorte wurden bei Aufstellung der Einheit aus dem Volk der Besser auf dem Gebiet der römischen Provinz Thracia rekrutiert.

- equitata: teilberitten. Die Einheit war ein gemischter Verband aus Infanterie und Kavallerie.

Da es keine Hinweise auf den Namenszusatz milliaria (1000 Mann) gibt, war die Einheit eine Cohors quingenaria equitata. Die Sollstärke der Kohorte lag bei 600 Mann (480 Mann Infanterie und 120 Reiter), bestehend aus 6 Centurien Infanterie mit jeweils 80 Mann sowie 4 Turmae Kavallerie mit jeweils 30 Reitern.

## Geschichte
Die Kohorte war in den Provinzen Moesia superior und Macedonia (in dieser Reihenfolge) stationiert. Sie ist auf Militärdiplomen für die Jahre 93 bis 178 n. Chr. aufgeführt.
Der erste Nachweis der Einheit in Moesia superior beruht auf einem Diplom, das auf 93 datiert ist. In dem Diplom wird die Kohorte als Teil der Truppen (siehe Römische Streitkräfte in Moesia) aufgeführt, die in der Provinz stationiert waren. Weitere Diplome, die auf 100 bis 115 datiert sind, belegen die Einheit in derselben Provinz. 
Zu einem unbestimmten Zeitpunkt (vermutlich am Anfang der Regierungszeit von Hadrian) wurde die Kohorte nach Macedonia verlegt, wo sie erstmals durch ein Diplom nachgewiesen ist, das auf 120 datiert ist. Ein weiteres Diplom, das auf 178 datiert ist, belegt die Einheit in derselben Provinz.
Der letzte Nachweis der Einheit beruht auf einer Inschrift, die auf nach 212 datiert wird.

## Standorte
Standorte der Kohorte in Macedonia und Moesia superior waren möglicherweise:
| - Salonika (Thessaloniki): eine Inschrift wurde hier gefunden. | - Tricornium (Ritopek): das Diplom von 120 wurde hier gefunden. |

## Angehörige der Kohorte
Folgende Angehörige der Kohorte sind bekannt.

### Kommandeure
| - []us: er wird auf dem Diplom von 101/115 als Kommandeur genannt. - Aulus Aelius Sollemnianus: er wird auf dem Diplom von 120 als Kommandeur genannt. | - Gaius Prefernius Licinianus: er wird auf einem Diplom von 100 als Kommandeur genannt. |

### Sonstige
| - [?], ein Fußsoldat: das Diplom von 101/115 wurde für ihn ausgestellt. - Aulusenis, ein Fußsoldat: ein Diplom von 100 (Chiron-2008-326) wurde für ihn ausgestellt. - Αυρ. Νεικολαος, ein ιππευς σινγγυλαρι (Reiter der Garde) (IGX2,1, 384) | - Αυρ. Πεθοδωρος, ein ιππευς (IGX2,1, 384) - Iulius Teres, ein ehemaliger Centurio (AE 1974, 587) - M(arcus) Antonius Times, ein Fußsoldat: das Diplom von 120 wurde für ihn ausgestellt. |